# توماس شتاينهر
توماس شتاينهر (بالألمانية: Thomas Steinherr)‏ (4 مايو 1993 بفريدبرغ في ألمانيا - ) هو لاعب كرة قدم ألماني في مركز الهجوم. لعب مع نادي آلن ونادي أونترهاخينغ وFC Augsburg II ‏.

## روابط خارجية
- توماس ستينهير على موقع قاعدة بيانات كرة القدم.إي يو (الإنجليزية)
- توماس ستينهير على موقع بيانات كرة القدم. دي إي (الألمانية)
- توماس ستينهير على موقع Soccerway.com (الإنجليزية)
- توماس ستينهير على موقع عالم كرة القدم.نت (الإنجليزية)